# CAL.20C
A CAL.20C também conhecida pelas linhagens B.1.427 e B.1.429 ou Variante Épsilon é uma variante do SARS-CoV-2, o vírus que causa a COVID-19. A partir de julho de 2021, o Epsilon não é mais considerado uma variante de interesse da OMS.
A Variante Epsilon (CAL.20C) foi observada pela primeira vez em julho de 2020 por pesquisadores do Cedars-Sinai Medical Center, Califórnia, em uma das 1.230 amostras de vírus coletadas no Condado de Los Angeles desde o início da epidemia de COVID-19. Não foi detectada novamente até setembro, quando reapareceu entre as amostras na Califórnia, mas os números permaneceram muito baixos até novembro. Em novembro de 2020, a variante Epsilon representou 36 por cento das amostras coletadas no Cedars-Sinai Medical Center, e em janeiro de 2021, a variante Epsilon representou 50 por cento das amostras, foi anunciado que a variante também foi detectada em vários condados do norte da Califórnia. De novembro a dezembro de 2020, a frequência da variante em casos sequenciados do norte da Califórnia aumentou de 3% para 25%. Em julho de 2021, a variante Epsilon foi detectada em 45 países, de acordo com o GISAID.